# 孤勇者
『孤勇者』（こゆうしゃ）は、Riot Games（ライアットゲームズ）制作の多人数参加型ゲーム『リーグ・オブ・レジェンド』をテレビアニメ化した『アーケイン』の中国語版オープニングテーマである。日本語の意味は、孤独な勇者の意である。
2021年11月にリリースされた。2021年に最もヒットした曲の一つであり、リリースから8ヶ月経過時点でネット上での再生回数は2億回を超えた。
香港の歌手イーソン・チャン（陳奕迅）が歌っている。
作詞家は唐恬である。この曲の歌詞には、2012年に鼻咽頭がんのステージ3の宣告を受けた後の孤独な闘病生活という彼女の人生が現れているという指摘がある。

## 概要
中国の音楽配信サービス網易雲音楽が発表した網易雲音楽2021年音楽賞シングル部門で2位を獲得した。
音楽配信サービスも行っている複合企業テンセントは、2021年度歌曲TOP10を発表し、孤勇者を9位としている。

## 参考
- https://japanese.cri.cn/2022/07/29/ARTIYuNxsorTG3qypHHAw4X6220729.shtml
- https://j.people.com.cn/n3/2022/0708/c94475-10120656.html